# Verlyn Flieger
Verlyn Flieger (* 24. Februar 1933) ist eine Autorin, Herausgeberin und Professorin im Department of English an der University of Maryland in College Park.  Sie ist Spezialistin für vergleichende Mythologie und moderne Fantasy, insbesondere die Werke von J. R. R. Tolkien.

## Leben
Flieger absolvierte ein Studium in Englischer Literatur an der George Washington University, das sie 1955 mit einem Bachelor abschloss. Ihren Master of Arts machte sie 1972 an der Katholischen Universität von Amerika, wo sie 1977 auch ihren Doktor der Philosophie (Ph.D.) erlangte. Tätig war sie unter anderem von 1965 bis 1966 am Brazilian-American Cultural Institute, von 1971 bis 1976 als wissenschaftliche Assistentin für Englisch an der Katholischen Universität, und von 1976 bis 2012 in unterschiedlichen Aufgabenbereichen an der University of Maryland, College Park.
Ihre bekanntesten Bücher sind Splintered Light: Logos and Language in Tolkien’s World (1983); A Question of Time: J. R. R. Tolkien’s Road to Faerie, für das sie 1998 den Mythopoeic Award für Studien der Inklings bekam, und Interrupted Music: The Making of Tolkien’s Mythology (2005).
Sie gewann den Mythopoeic Award für Studien der Inklings erneut 2002 für Tolkien’s Legendarium: Essays on The History of Middle-earth, ein Buch, das sie zusammen mit Carl Hostetter herausgab und ein drittes Mal 2013 für Green Suns and Faërie: Essays on J.R.R. Tolkien. Sie bekam mehrere Preise für ihre ausgezeichneten pädagogischen Fähigkeiten als Hochschullehrerin.
Flieger schrieb auch Fantasy für junge Erwachsene, das Buch Pig Tale, und Kurzgeschichten. Zusammen mit Douglas A. Anderson und Michael D. C. Drout ist sie Herausgeberin der Zeitschrift Tolkien Studies: An Annual Scholarly Review.

## Publikationen (Auswahl)
- A Question of Time: J.R.R. Tolkien’s Road to Faerie. 1988 (2001 neu aufgelegt, ISBN 0-87338-699-X.)
- mit Carl Hostetter (Hrsg.): Tolkien’s Legendarium: Essays on The History of Middle-earth. 2000, ISBN 0-313-30530-7.
- Splintered Light: Logos and Language in Tolkien’s World. (revised edition), 2002, ISBN 0-87338-744-9.
- Pig Tale. 2002.
- als Mitautorin: Tolkien Studies: An Annual Scholarly Review. West Virginia University Press, 2004–2008, Band 1: ISBN 0-937058-87-4, Band 2: ISBN 1-933202-03-3, Band 3: ISBN 1-933202-10-6, Band 4: ISBN 978-1-933202-26-6, Band 5: ISBN 978-1-933202-38-9.
- Interrupted Music: The Making Of Tolkien’s Mythology. 2005, ISBN 0-87338-824-0.
- J. R. R Tolkien: Smith of Wootton Major. Erweiterte Ausgabe mit Kritiken, 2005, ISBN 0-00-720247-4.
- J. R. R Tolkien: The Story of Kullervo. HarperCollins Publishers, London 2015, ISBN 978-0-00-813136-4.

J. R. R Tolkien: Die Geschichte von Kullervo. Übersetzt ins Deutsche von Joachim Kalka. Hobbit Presse/Klett-Cotta, Stuttgart 2018. ISBN 978-3-608-96090-7.